# Jiří Viktor Figulus
Jiří Viktor Figulus (21. ledna 1858 Frankenstein – 27. července 1927 Praha) byl český hospodářský správce, cestovatel, obchodník a pozdější pracovník Ministerstva obchodu ČSR, dlouhodobě žijící v Jižní Africe. Byl posledním přímým mužským potomkem J. A. Komenského.

## Život

### Mládí
Narodil se v Frankensteinu na území Pruska (nyní Ząbkowice Śląskie v Polsku), v německy mluvící nižší šlechtické rodině, která se však hlásila ke svému českému původu.

### V jižní Africe
Okolo roku 1880 se rozhodl odcestovat za prací na Nový Zéland, jelikož však dvě z lodí, na kterých se plavil, ztroskotaly, usadil se v Kapském Městě v jižní Africe. Zakotvil v komunitě Búrů, původem nizozemských osadníků zde usazených po několik století. Zúčastnil se na straně Búrů bojů proti britské armádě v rámci první búrské války (1880–1881), poté byl mj. zaměstnán jakožto elektrotechnik, zámečník a strojník v cínových dolech, policista, obchodní příručí či hospodářský správce na farmě původem českého obchodníka a velkofarmáře Vladislava Boučka. Zapojil se též do druhé búrské války (1899–1902), po porážce Búrů byl pak Brity zajat a následně deportován na ostrov Svaté Heleny, odlehlou lokalitu vzdálenou téměř 2000 kilometrů od afrického pobřeží, po propuštění mu pak bylo umožněno se do jižní Afriky vrátit a stal se známou postavou zdejší nevelké české krajanské komunity. Po vypuknutí první světové války se přihlásil do britské armády a bojoval proti německé koloniální armádě.

### V Československu
Po vzniku samostatného Československa 28. října 1918 se Figulus přihlásil ke svému příbuzenství s Janem Amosem Komenským, významnou osobností české literatury a pedagogiky (rodové příjmení pochází od Alžběty Figulusové, Komenského manželky), v sedmé rodinné generaci byl Komenského posledním mužským potomkem. V červnu 1921 zavítal poprvé v životě do Čech, kde byl vřele přijat, oceněn řadou poct a v říjnu téhož roku se také setkal s prezidentem republiky T. G. Masarykem. Po krátkém návratu do jižní Afriky se pak i s rodinou koncem roku 1922 natrvalo přestěhoval do Prahy, kde přijal místo konzula při úřadu pro zahraniční obchod na Ministerstvu obchodu. Aktivně se též angažoval v propagaci osobnosti J. A. Komenského a navštěvoval místa, kde jeho předek žil a působil, mj. Nivnici, Uherský Brod, Přerov a další.

### Úmrtí
Při svých cestách a besedách o Komenském onemocněl a zemřel 27. července 1927 v Praze-Podolí ve věku 69 let.
Se svou ženou měl jednu dceru Gertu.